# Craugastor greggi
Craugastor greggi es una especie de anfibio de la familia Craugastoridae.
Es nativo de Guatemala y Chiapas (México).
La especie es amenazada por la pérdida de hábitat y los efecto de quitridiomicosis.

## Distribución y hábitat
Su área de distribución incluye las laderas de los volcanes Tajumulco y Tacaná y la zona montañosa de Soconusco. 
Su hábitat natural se compone de bosque nuboso y necesita la cercanía de cursos de agua para su reproducción. Su rango altitudinal se encuentra entre 1500 y 2700 m s. n. m.